# Internet Book of Critical Care
Internet Book of Critical Care (IBCC) (Livre Internet des Soins Intensifs) est un manuel médical en ligne axé sur des sujets en médecine de soins intensifs écrit par Joshua Farkas, un médecin américain.
L'éditeur EMCrit est un collectif médical américain et un groupe d'édition composé de médecins dans le domaine des soins critiques et de la médecine d'urgence,. Le groupe publie un certain nombre de ressources numériques pour équiper les médecins, les infirmières, les ambulanciers paramédicaux et les chercheurs. Fonctionnant comme un élément clé du mouvement d'éducation et de FOAM (Free Open Access Medical Education) en libre accès gratuit, et avec 34 000 abonnés sur Twitter et 300 000 téléchargements de podcasts mensuels, il a été cité par le fournisseur d'informations médicales Medscape comme «sans doute le site Web le plus populaire axé sur la médecine d'urgence et les soins intensifs»,. 
EMCrit a été fondée en 2009 par Scott Weingart, MD FCCM, un intensiviste à New York. Il était auparavant boursier au Shock Trauma Center de Baltimore.

## Les publications
Le groupe est surtout connu pour son podcast, EMCrit Podcast - Critical Care and Resuscitation . Un nouvel épisode de podcast est publié toutes les deux semaines et peut être utilisé par les professionnels de la santé pour les crédits de formation continue de l' American Medical Association. 
Le groupe a écrit le Resuscitation Crisis Manual, un manuel médical vendu par Leeuwin Press et rédigé par 50 professionnels de la santé. Le format du manuel est basé sur le cockpit QRH (manuel de référence rapide) de l'industrie du transport aérien et le guide utilise les principes du Crew Ressource Management (CRM) créés pour la sécurité aérienne pour fournir des listes de contrôle concernant la sécurité des patients. 
Le groupe publie Internet Book of Critical Care (IBCC) (Livre Internet des Soins Intensifs), un manuel médical en ligne axé sur des sujets en médecine de soins intensifs écrit par le médecin américain Josh Farkas, MD, médecin en soins intensifs et pneumologue à l'Université du Vermont. Au début du livre, son auteur a expliqué son choix de publier au format numérique citant un certain nombre d'avantages potentiels pour le médium, notamment : 
- librement accessible à tous, partout et à tout moment
- optimisé pour les smartphones, facilitant l'utilisation à la volée
- mis à jour en temps réel sur la base d'un examen par les pairs, de nouvelles preuves et de nouvelles opinions
- liens transparents vers des références et d'autres ressources en ligne
- graphiques, tweets et vidéos intégrés
- podcasts d'accompagnement qui mettent en évidence les points clés de chaque chapitre
- possibilité de rechercher dans le livre n'importe quel mot (plus facile qu'un index traditionnel)

En 2020, l'IBCC a ajouté un chapitre contenant des instructions à l'intention des professionnels de la santé sur la façon de traiter et de combattre la maladie à coronavirus 2019, au cours de la pandémie de coronavirus 2019-2020, qui a été bientôt incluse parmi les ressources recommandées par les institutions,,.